# Hombre salvaje

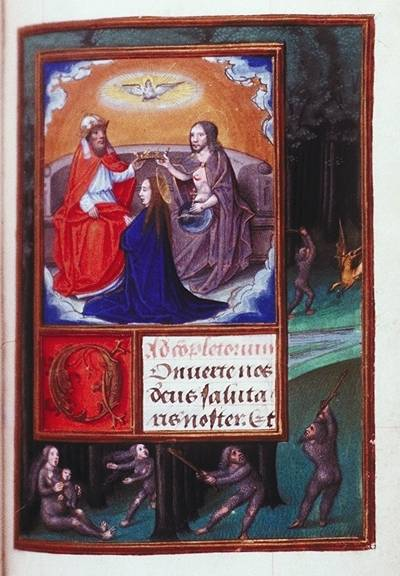
Gente salvaje, en los márgenes de una ilustración del.

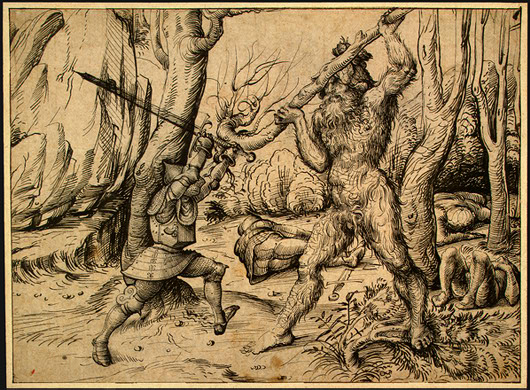
La pelea en el bosque, dibujo de Hans Burgkmair.

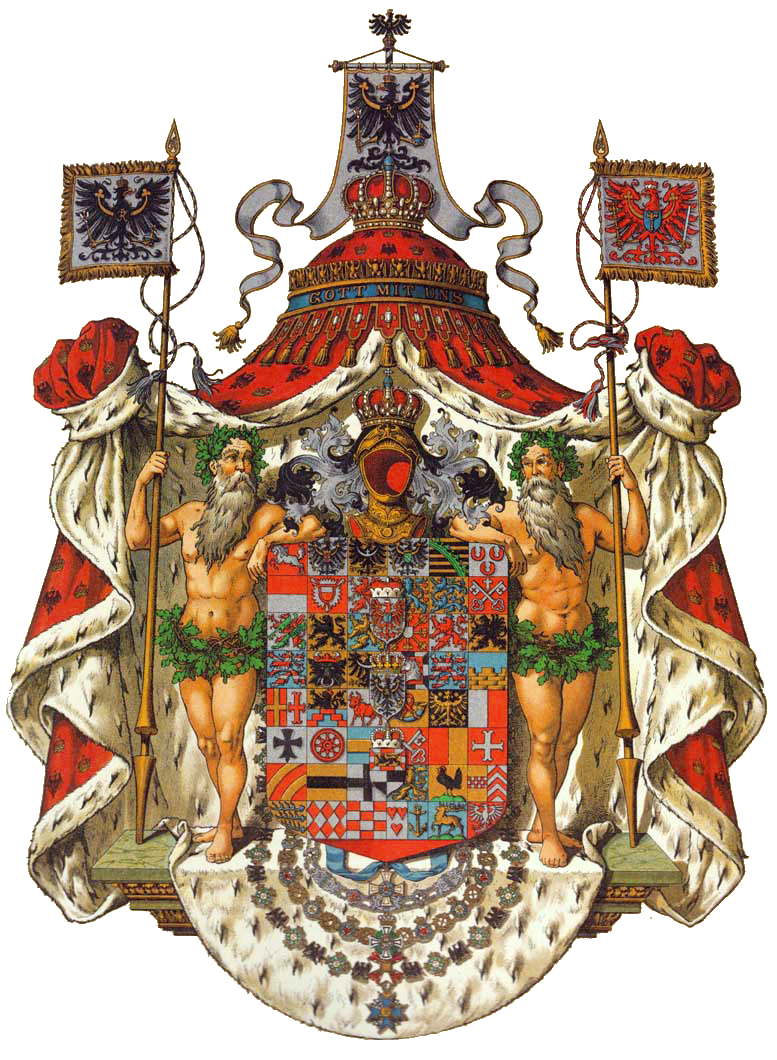
Gran escudo de Prusia, 1873

El hombre salvaje o ser de los bosques es una figura que aparece en obras de arte y literatura medieval europea. En su forma más tradicional, se presenta con características físicas del ser humano, con la diferencia esencial de encontrarse su cuerpo cubierto de vello, a excepción de su rostro, pies, manos, rodillas y codos. Su tamaño estaba subordinado al tipo de obra artística y al tipo de narración en el que se encontrara presente. La forma en que interactuaba con los hombres solía producir adaptaciones de su tamaño al contexto, apareciendo ya como un gigante equiparable a los montes o a los árboles, o bien como un ser pequeñito que se ocultaba bajo las hojas del bosque. Además de su tamaño, el salvaje medieval estaba dotado de capacidades sobrehumanas.
El comportamiento del hombre salvaje está ligado al reino animal. La unión que presenta el hombre salvaje, entre lo animal y lo humano, permite una ruptura con la idea cristiana que alejaba al hombre de la bestia. Su naturaleza salvaje no le permitía el control sobre sus instintos y pasiones. La incapacidad de control conllevaba una existencia caracterizada por el placer sexual y carnal; de la autonomía del cuerpo respecto a la voluntad.
 

El hábitat de este correspondía a las zonas boscosas, montañosas y con gran cantidad de vegetación. La relación con su entorno se encontraba basada en la supervivencia. Era comprendido y aceptado por los animales, reales y ficticios, lo que le permitía obtener alimento (caza), protección y transporte. 

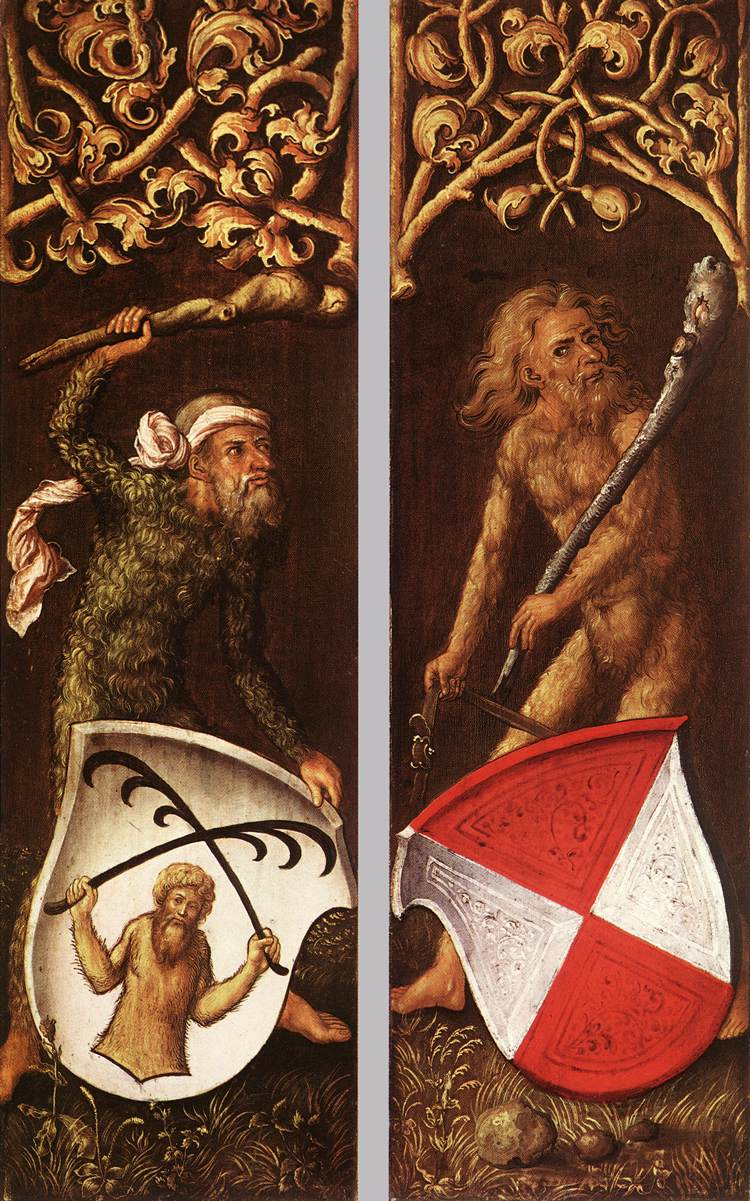
Hombres salvajes portando escudos en los paneles laterales de un retrato realizado por Alberto Durero, 1499 (Alte Pinakothek, Múnich)

## Terminología
"Hombre salvaje" y términos derivados son los nombres que se utilizan para esta criatura en muchos idiomas; en inglés es "wild man", en alemán wilder mann, y en francés es homme sauvage, mientras que en italiano aparece mencionado como huomo selvatico. Existen algunas variantes o formas locales, incluyendo en inglés antiguo wudewasa y en inglés medio wodewose o woodehouse. Estos términos en inglés sugieren una conexión con los bosques (woods), lo que ha permanecido en el inglés moderno. Wodwo aparece (como wodwos, tal vez en plural) en el poema del siglo XIV Sir Gawain and the Green Knight. En alto alemán antiguo se hace referencia a schrat, scrato o scrazo, que aparecen en glosas de obras en latín como traducciones de fauni, silvestres, o pilosi, indicando que la criatura descrita era un ser velludo y que habitaba en los bosques.
Algunos de los nombres locales sugieren conexiones con seres de mitologías antiguas, por ejemplo el término salvan o salvang, común en la Lombardía y zonas de habla italiana de los Alpes, proviene del término latino silvanus, el nombre del dios tutelar romano de los jardines y el campo. En forma similar, en el folklore del Tirol y la zona de habla alemana de Suiza se menciona una mujer salvaje llamada Fange o Fanke, que se deriva de la palabra en latín fauna, la forma femenina de fauno. Fuentes medievales alemanas mencionan los nombres para la mujer salvaje lamia y holzmoia (o alguna variación de las mismas); el primero en clara referencia al demonio salvaje griego Lamia mientras que el otro calificativo se deriva de Maia, una diosa greco-romana de la tierra y la fertilidad que en otras zonas es identificada como Fauna y que ejerció una amplia influencia en el hombre salvaje medieval.
Varios idiomas y tradiciones incluyen nombres que sugieren afinidades con Orcus, un dios romano e itálico de la muerte. Durante muchos años, la gente del Tirol llamaban al hombre salvaje Orke, Lorke, o Noerglein, mientras que en algunas partes de Italia se lo identificaba como el orco o huorco. El término francés ogro posee la misma raíz, al igual que los orcos que se mencionan en la literatura moderna. Es de destacar que Orcus se suele asociar con Maia en relación con una danza nocturna que era condenada en los siglos IX y X en España.

## Representaciones artísticas
El hombre salvaje tuvo distintas representaciones artísticas a lo largo de los siglos. Entre ellas, se encuentran los juegos de cartas, los frescos, los tapices y las pinturas. Existen imágenes talladas y pintadas de hombres salvajes en los rosetones del techo donde las bóvedas se encuentran con los arcos conopiales en la Catedral de Canterbury, en situaciones en los cuales es posible que se encuentre al hombre verde vegetal. La imagen del hombre salvaje sobrevive como elemento de la heráldica de los escudos, especialmente en Alemania, hasta bien entrado el siglo XVI. Los hombres salvajes, mujeres salvajes y familias salvajes eran temas predilectos de los primeros grabadores en Alemania e Italia, tales como Martin Schongauer y Alberto Durero.

## Literatura

### Literatura española medieval
En la lírica popular española es posible encontrar referencias a la figura del hombre salvaje. En distintas composiciones lírico-narrativas, como los villancicos castellanos, aparece la idea en forma de hembras de esta figura mitológica. Un ejemplo, es el personaje de la serrana (en composiciones nombradas como Serranilla), el cual comparte características similares, como vivir en el bosque, alejada de la civilización y obedeciendo a sus “instintos animales”. Estas características hacían sus hábitos y costumbres diferentes a los de las mujeres que vivían en las ciudades. Al ser más atrevidas, buscando satisfacción sexual y carnal, preferían los bosques y lo alto de las sierras, ya que era el lugar predilecto de los caballeros para perderse, los cuales, como último recurso, buscaban ayuda, o posada, y ellas terminaban aprovechándose de éstos o incluso asesinándolos. 
Salteóme la serrana
juntico al pie de la cabaña.
Serrana, cuerpo garrido,
manos blancas, ojos bellidos,
salteóme en escondido
juntico al pie de la cabaña.
Serrana, cuerpo lozano,
ojos negros, blancas manos,
salteóme en escampado,
juntico al pie de la cabaña.

[VÉLEZ DE GUEVARA, La serrana de la Vera, III]

#### Bestiarios
Las primeras expresiones escritas que dieron cuenta del mito del hombre salvaje fueron los bestiarios, siendo uno de los más importantes el Libro de las Maravillas del Mundo, de Juan de Mandeville, donde en diferentes capítulos se encuentran descripciones e ilustraciones de hombres y mujeres salvajes, y de cómo interactuaban entre ellos y con la naturaleza.

### Literaturas posteriores
- Michel de Montaigne presenta a un hombre salvaje diferente. Se concentra más en mostrar al hombre en su faceta menos racional, recurriendo al término puntual de caníbal debido a su ensayo titulado De los caníbales. Lo desarrolla para encontrar un vínculo con el cual el hombre se relacione con la virtud moral, reflexionando acerca del nivel de barbarie al que pueden dirigirse las pasiones humanas, buscando en esta figura del hombre salvaje la verdad y la bondad. Este tipo de reflexiones y acercamientos sobre la “proyección del yo ideal” fueron adoptados por Europa como un juego de espejos para, por medio de la alteridad con el otro, pensar y hacer una crítica a la cultura y sociedad que al ensayista corresponde.

El caníbal de Montaigne es un salvaje salvador: trae el buen viento de la alteridad redentora a la civilización, y permite al hombre occidental una distancia crítica con respecto a su artificialidad -  como ha dicho Hayden White - no para volver salvajes a los europeos sino para encontrar en lo más profunda de la civilización los impulsos que pueden preservarla de la barbarie.
- William Shakespeare es influenciado por el ensayo de Montaigne en La tempestad, con el personaje de Calibán, el cual, a pesar de en un principio tener arranques instintivos, entra más en el carácter trágico que en el de un bestia desenfrenada.

- Giovanni Boccaccio en Elegia di Madonna Fiammetta evoca al hombre salvaje con el castigo que se le da a Pánfilio de vivir como un salvaje.
- Miguel de Cervantes Saavedra, en El ingenioso hidalgo Don Quijote de la Mancha, también se refiere al hombre salvaje con el personaje de Cardenio, a quien Don Quijote decide imitar e irse a la sierra, a la manera de Amadís o de Orlando.[1]